# La Trappe (cervesa)

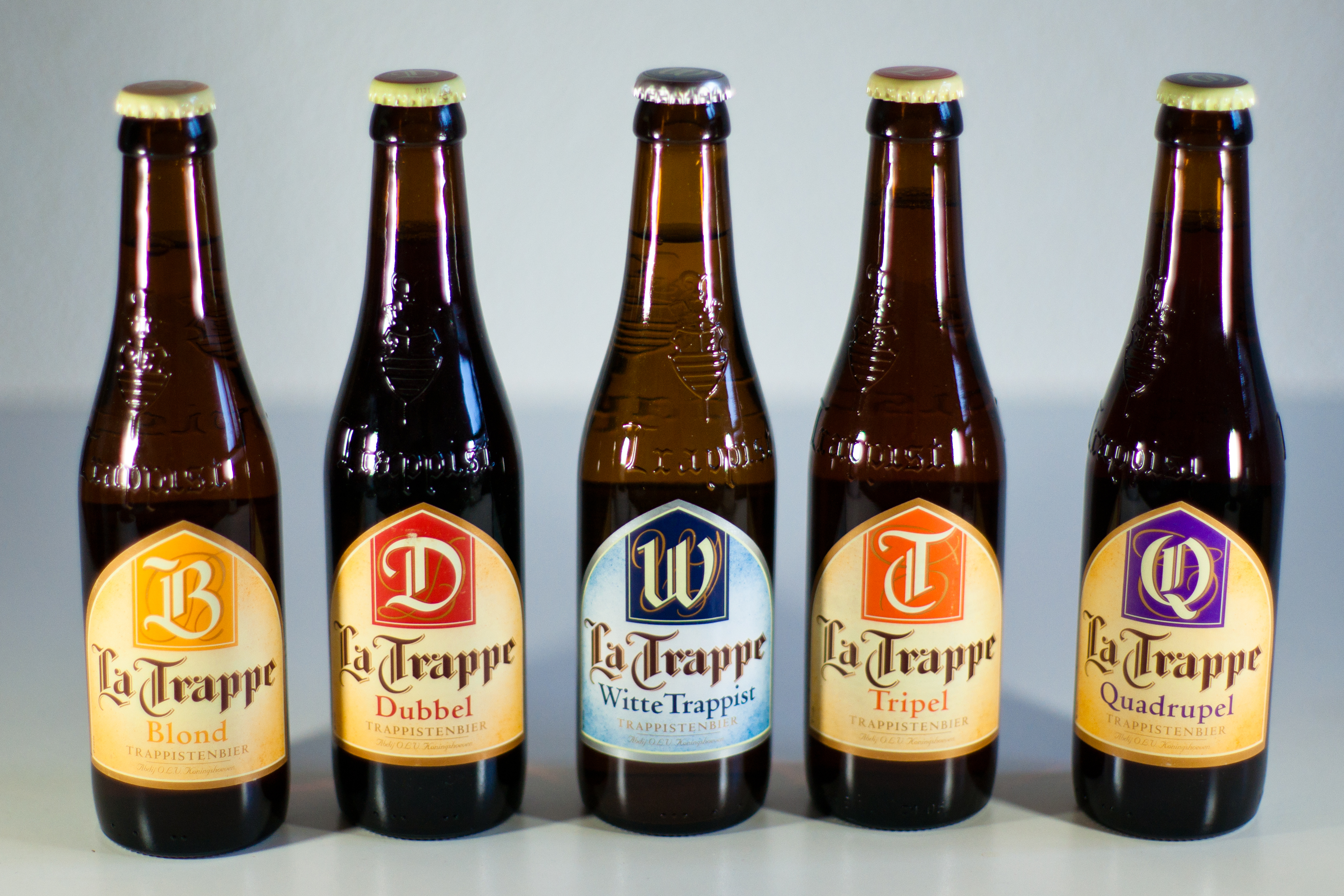
5 de les cerveses La Trappe

La Trappe és una cervesa trapenca, elaborada a la fàbrica de cervesa Brouwerij de Koningshoeven situada en l'abadia de Notre-Dame de Koningshoeven (en neerlandès: Onze Lieve Vrouw van Koningshoeven) prop de Tilburg, a la província del Brabant del Nord als Països Baixos.
És una de les dotze cerveses trapenques al món, de les quals onze porten el logo «Authentic trappist product» en l'etiqueta, i una de les dues cerveses trapenques neerlandeses juntament amb la Zundert.

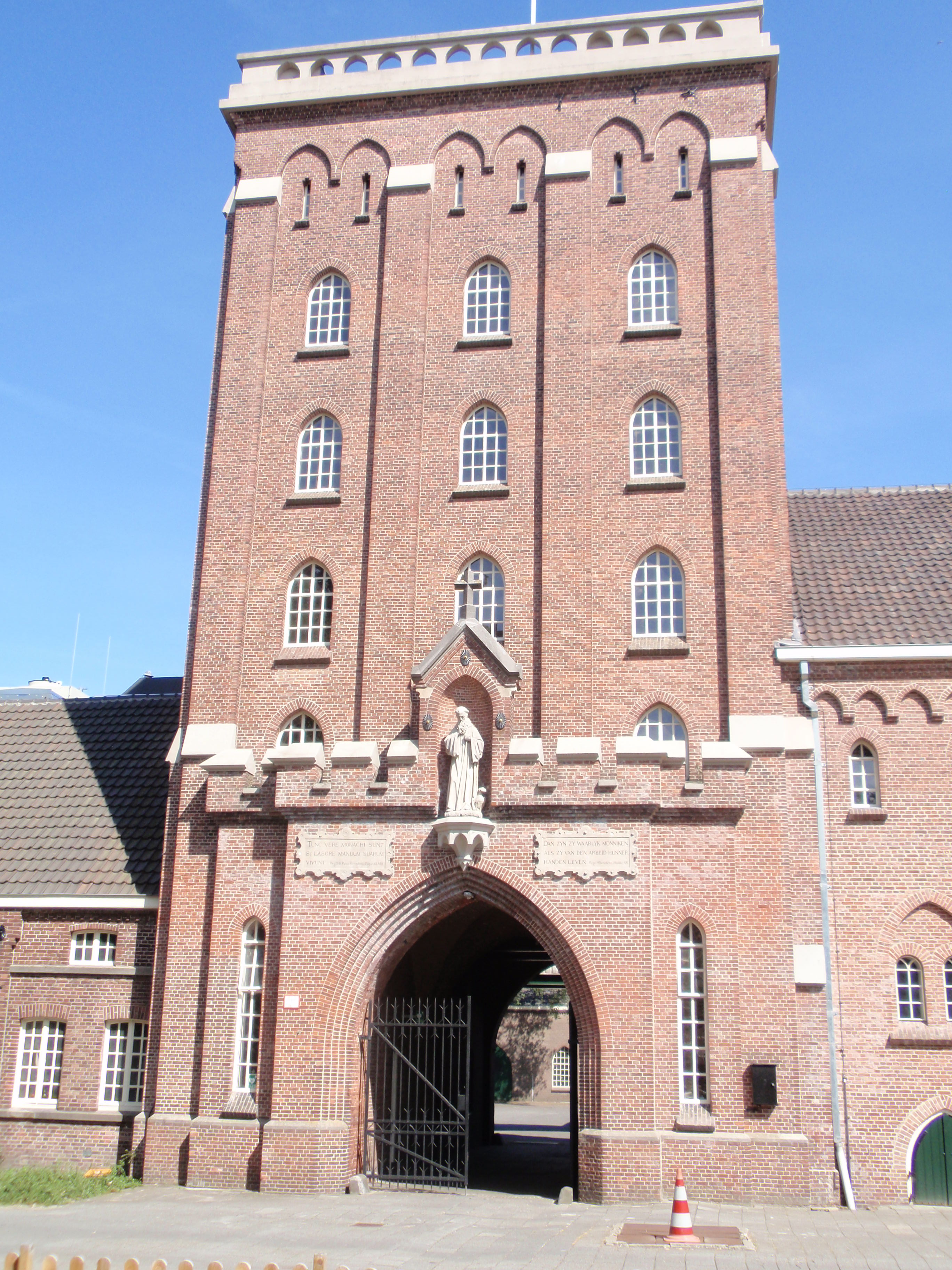
Entrada a la cerveseria.

## Cerveses
La Trappe pot trobar-se en 9 varietats:
- Blond, rossa (6,5 %)
- Dubbel, torrada (7 %)
- Tripel, rossa (8 %)
- Quadrupel, torrada (10 %)
- Quadrupel Oak aged, torrada (10 %), envellida en tina de roure
- Witte Trappist, blanca (5,5 %)
- Bockbier, cervesa bock, amb diversos cereals (7,3 %)
- Isid'Or, torrada (7,5 %)
- Puur, primera cervesa trapista de certificació ecològica (4,7 %).

## Etiqueta de cervesa trapista
L'estatus de cervesa trapista de la Trappe va ser objecte de litigis. Després de l'acord entre l'abadia i la cerveseria industrial Bavaria de l'any 1999, l'ús del logo Authentic Trappist Product (ATP) estava qüestionat. L'esment trappistenbier no obstant això sempre ha estat present de forma legal.
Després de nombroses discussions amb l'Associació Internacional Trapenca, l'abadia va recuperar el dret, al setembre de 2005, de fixar el logo Authentic Trappist Product sobre les seves cerveses.